# Een overleden kind wordt tot leven gewekt
Een overleden kind wordt tot leven gewekt is een schilderij van Albin Windhausen in het Historiehuis in Roermond.

## Voorstelling
Het stelt een van de wonderen voor van het genadebeeld van Onze Lieve Vrouwe in 't Zand: de opwekking uit de dood van een overleden kind. Het kind ligt links op het altaar direct onder het beeldje. De vader knielt voor het altaar, terwijl de moeder en andere familieleden verbaasd toekijken. De krukken aan de muur naast het beeldje getuigen van andere wonderen. De gedoofde kaars boven de familie wordt gezien als symbool van de dood; de brandende kaarsen op het altaar als symbool van het leven. De rode rozen op de voorgrond verwijzen naar het martelaarschap (het kind sterft alsnog); de witte rozen op het altaar naar de reinheid van Maria.
Het uitgebeelde wonder wordt beschreven in de in 1613 in Leuven gedrukte Ruræmunda illustrata a Rhetoribus Gymnasii Societatis Jesu Ruraemund (Roermond geïllustreerd door de retorici van het gymnasium van de Jezuïeten [in] Roermond) met daarin een ode door Otho Zylius (Otto van Zijl) op de ‘Virgo Gelris’ (de maagd van Gelre), Onze Lieve Vrouwe in 't Zand. Deze ode vertelt van een kind dat ongedoopt overlijdt en op voorspraak van Onze Lieve Vrouwe in 't Zand weer tot leven wordt gewekt. Vervolgens wordt het gedoopt met water uit de put waarin het genadebeeld werd gevonden, waarna het kind alsnog sterft.

## Toeschrijving en datering
Het werk is linksonder gemonogrammeerd ‘AW’ (Albin Windhausen). Het maakt deel uit van een serie van acht voorstellingen uit de geschiedenis van de Kapel in 't Zand. Windhausen maakte deze serie van 1933 tot 1935 ter gelegenheid van het 500-jarige jubileum van de vinding van het beeldje..

## Herkomst
Het werk werd in 1935 geplaatst in een van de acht kapelletjes die speciaal hiervoor gebouwd werden, in het Kruiswegpark vlak bij de Kapel in 't Zand. De schilderijen zouden in de zomermaanden te zien zijn. In de winter werden ze in een schuur naast het park opgeslagen. Aan het kapelletje is een tekstbordje bevestigd. Volgens dit bordje is het kapelletje in 1935 opgericht door de inwoners van Roermond en de bedevaarten uit Amsterdam-Wittem (Maria-uur), Liessel en Roosendaal. In 2008-2009 werden de acht schilderijen gerestaureerd door Edwina Brinckmann-Rouffaer. Hierna werden de schilderijen overgebracht naar het Historiehuis. In 2010 werden fotografische reproducties op ware grootte geplaatst in de kapelletjes.